# Шабестан
Шабеста́н (фр. Chabestan, окс. Chabestan) — коммуна во Франции, находится в регионе Прованс — Альпы — Лазурный Берег. Департамент коммуны — Верхние Альпы. Входит в состав кантона Вейн. Округ коммуны — Гап.
Код INSEE коммуны — 05028.

## Население
Население коммуны на 2008 год составляло 131 человек.
| 1962 | 1968 | 1975 | 1982 | 1990 | 1999 | 2008 |
| ---- | ---- | ---- | ---- | ---- | ---- | ---- |
| 101  | 113  | 101  | 105  | 112  | 126  | 131  |

## Экономика
В 2007 году среди 69 человек в трудоспособном возрасте (15—64 лет) 51 были экономически активными, 18 — неактивными (показатель активности — 73,9 %, в 1999 году было 64,0 %). Из 51 активных работали 49 человек (23 мужчины и 26 женщин), безработными были 2 мужчин. Среди 18 неактивных 4 человека были учениками или студентами, 6 — пенсионерами, 8 были неактивными по другим причинам.

## Достопримечательности
- Шато Ларик
- Церковь Сен-Бартелеми (1715 год)

## Фотогалерея
- Церковь
- Школа
- Шато Ларик
- Мэрия